# Chiesa di Sant'Agostino (Ventimiglia)
La chiesa di Sant'Agostino è un luogo di culto cattolico situato nel comune di Ventimiglia, in via Cavour, in provincia di Imperia. La chiesa è sede della parrocchia omonima del vicariato di Ventimiglia della diocesi di Ventimiglia-San Remo.

## Storia

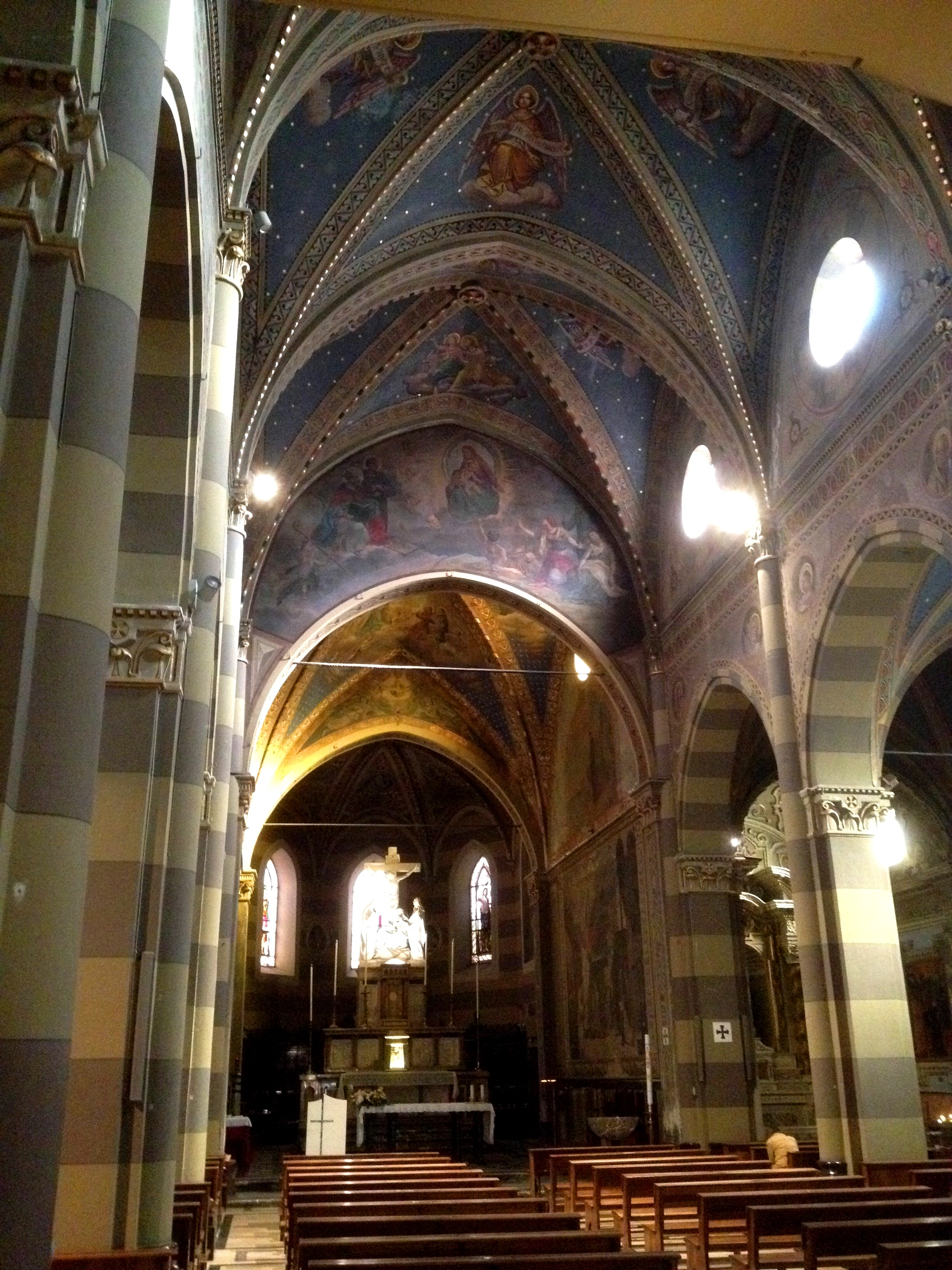
L'interno

Le basi per la costruzione di un nuovo convento nella parte più moderna della città intemelia, lungo la piana che si estende tra il litorale e la sponda sinistra del fiume Roia, avvennero nella prima metà del XIV secolo quando una volontà testamentaria (datata al 1349) del nobile locale Babilano Curlo affidò al fratello Nicolò, appartenente alla comunità degli eremitani di sant'Agostino con una somma necessaria per l'edificazione dell'edificio religioso.
Tuttavia, l'edificazione vera e propria avvenne solamente nel corso del 1487 quando il vescovo di Ventimiglia Alessandro Fregoso concesse a padre Giovanni Battista Poggio e a frate Angelo da Ceva il terreno su cui già sorgeva la trecentesca cappella di San Simeone, ad uso della piccola comunità denominata Bastia. Lo stesso vescovo prese parte alla cerimonia di benedizione e della posa della prima pietra il 1º settembre 1487; i religiosi, il 22 novembre dello stesso anno, ottennero la licenza pontificia con breve di papa Innocenzo VIII.
Ci vollero tre anni per portare a compimento l'opera di edificazione del complesso conventuale e della chiesa, anche grazie al contributo dei ventimigliesi, con la benedizione dello stesso vescovo Fregoso nel 1490.
Nuovi lavori alla struttura furono intrapresi tra il 1656 e il 1661 quando l'innalzamento dell'ala occidentale del convento permise la collocazione della biblioteca di padre Angelico Aprosio; a contribuire all'arricchimento culturale del convento agostiniano vi fu inoltre, nel 1688, l'istituzione dell'Accademia degli Oscuri ad opera del priore Domenico Antonio Gandolfo. Tra il Seicento e il Settecento il complesso raggiunse la sua massima importanza storica e culturale nel tessuto cittadino. Importanza che sul finire del XVIII secolo, con la caduta della Repubblica di Genova e l'avvento della napoleonica Repubblica Ligure, provocò pure nella città intemelia la soppressione degli ordini religiosi nel 1798 con l'allontanamento degli agostiniani e la chiusura della chiesa che venne inoltre spogliata degli arredi sacri e preziosi.
Fu il vescovo intemelio monsignor Lorenzo Biale ad ottenere dal governo del Regno di Sardegna la riapertura della chiesa e del convento che divenne, dal 1843 al 1867, sede del seminario vescovile. Prelato che nel 1857 concesse al complesso il titolo di parrocchia succursale della cattedrale di Santa Maria Assunta, anche grazie all'interessamento del direttore del seminario canonico don Giacomo Roggeri di Taggia che si adoperò, inoltre, ad una serie di importanti restauri alla struttura. Monsignor Tommaso Reggio, vescovo di Ventimiglia, nel 1882 la rese parrocchia autonoma.

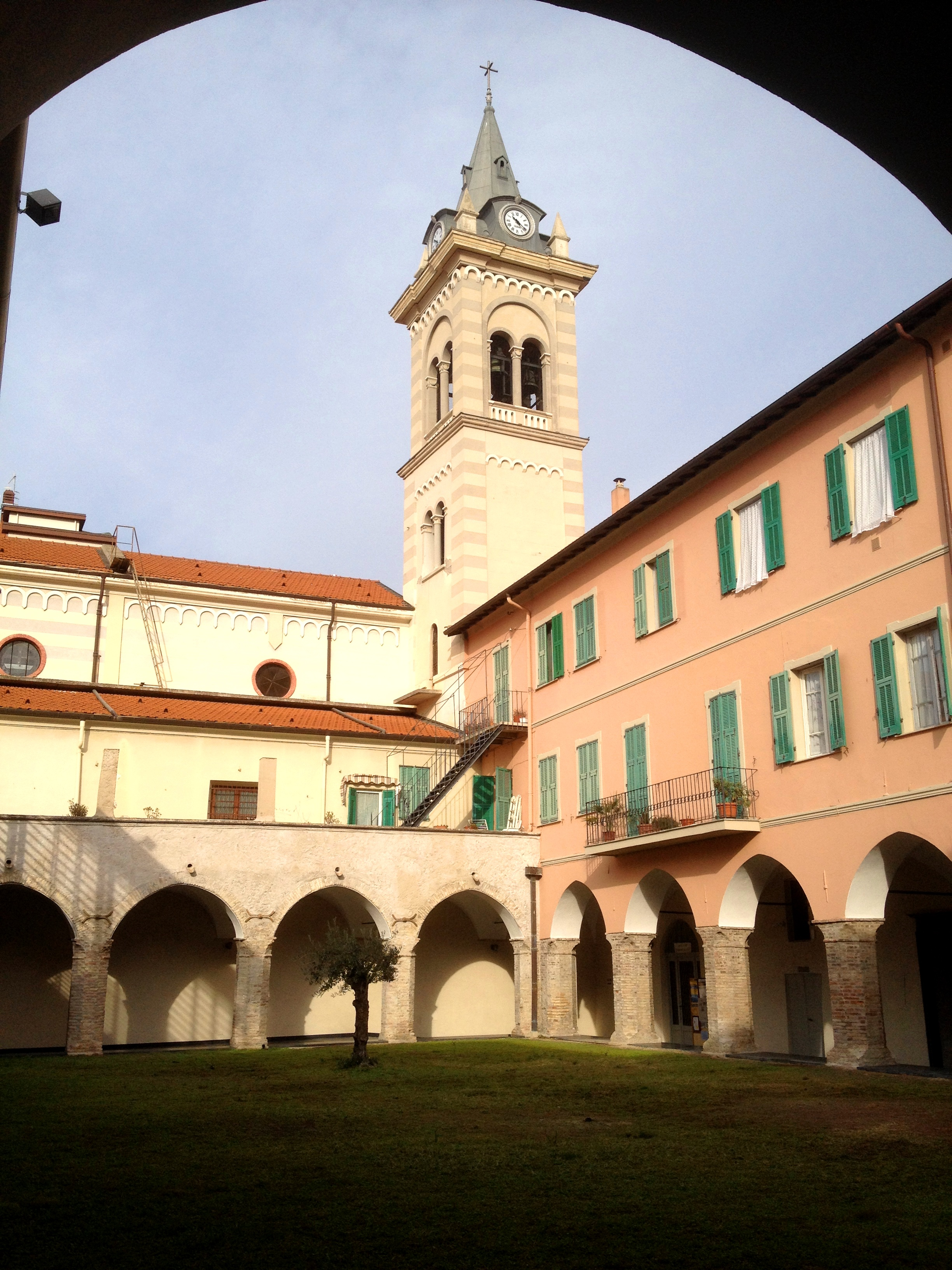
Particolare del chiostro e del campanile

Nel 1866 il convento rientrò tra i beni ecclesiastici incamerati dal Regno d'Italia e convertito in parte a carceri e in parte abitazione del locale parroco di Sant'Agostino. Il terremoto del 1887 provocò gravi e vistosi danni strutturali alla chiesa che, chiusa temporaneamente, venne sostituita da una cappella in legno. I lavori che seguirono portarono, oltre alla trasformazione pittorica secondo lo stile neogotico del tempo, ad una mutazione e demolizione di alcuni altari laterali. Ulteriori danneggiamenti si verificarono nel corso dei bombardamenti aerei durante la seconda guerra mondiale e uno di questi, nella notte del 12 agosto 1944, minacciò seriamente la stabilità dell'edificio che precauzionalmente venne chiuso ai fedeli dal parroco don Orengo. Lavori di ricostruzione di restauro furono effettuati tra il 1945 e il 1958 che, pur mantenendo l'aspetto architettonico originario, ne ha leggermente modificato la decorazione degli interni.

## Descrizione
La struttura della chiesa si presenta in stile tardo gotico con divisione a tre navate e con volte a crociera e pilastri compositi. Anticamente possedeva, oltre all'altare maggiore, ben 10 altari laterali intitolati a san Nicola da Tolentino, alla Santa Croce, alla Madonna del Rosario, al Santissimo Crocifisso, a san Raffaele, a santo Stefano protomartire, a santa Maria Maddalena, a san Nonnoso, a santa Maria Addolorata e a san Cristoforo; alcuni di essi furono demoliti nei lavori di ricostruzione post terremoto e post bombardamento aereo.
Tra le opere conservate la tela ovale Sant'Agostino tra i santi Giovanni Battista e Antonio abate, attribuita a Raffaello De Rossi e un crocifisso in legno del XV secolo. Alle pareti del presbiterio gli affreschi sono stati realizzati da Luigi Morgari.
Il campanile, di lato al presbiterio e in capo alla navata laterale di destra, mette in comunicazione la chiesa con il convento. Quest'ultimo è a forma di quadrilatero e comprendeva un chiostro con volte a crociera sostenute da 24 colonne ottagonali e quattro strutture angolari portanti in laterizio. Sul chiostro insistevano alcuni locali ad uso comune dei confratelli come il refettorio, la cucina e la sala capitolare; al piano superiore erano collocate le 14 celle e la foresteria.